# Imbsheim
Imbsheim [imsaɪm] est une commune du Bas-Rhin. Depuis le 1er mars 1973, ce village est une commune associée de Bouxwiller.

## Toponymie
Le village est cité en 1178 sous la forme Ummenesheim.

## Histoire
Le 1er mars 1973, la commune d'Imbsheim est rattachée à celle de Bouxwiller sous le régime de la fusion-association.

## Héraldique
| Blason de Imbsheim | Blason  | Coupé au premier d'argent au buste de Saint-Martin de carnation mitré et nimbé d'or, vêtu pontificalement d'azur et d'argent, bénissant de la dextre et tenant de la senestre un livre d'or, au deuxième d'or au lion de gueules et à la bordure du même. |
| Blason de Imbsheim | Détails | |

## Administration
| Période                                  | Période          | Identité        | Étiquette | Qualité                         |
| ---------------------------------------- | ---------------- | --------------- | --------- | ------------------------------- |
| Les données manquantes sont à compléter. |                  |                 |           |                                 |
| 1995                                     | 2020             | Patrick Michel  |           | Chef de projets                 |
| 2020                                     | 2021 (démission) | Jean-Luc Reixel |           | Gérant de société               |
| 2021                                     | En cours         | Martine Brumm   |           | Adjointe technique territoriale |

## Démographie
| 1911 | 1921 | 1926 | 1931 | 1936 | 1946 | 1954 | 1962 | 1968 |
| ---- | ---- | ---- | ---- | ---- | ---- | ---- | ---- | ---- |
| 724  | 699  | 706  | 658  | 621  | 605  | 590  | 588  | 598  |

## Lieux et monuments
Imbsheim est l'une des quelque 50 localités d'Alsace dotées d'une église simultanée.
La Réserve naturelle régionale de la Colline du Bastberg se trouve partiellement sur le territoire de la commune.

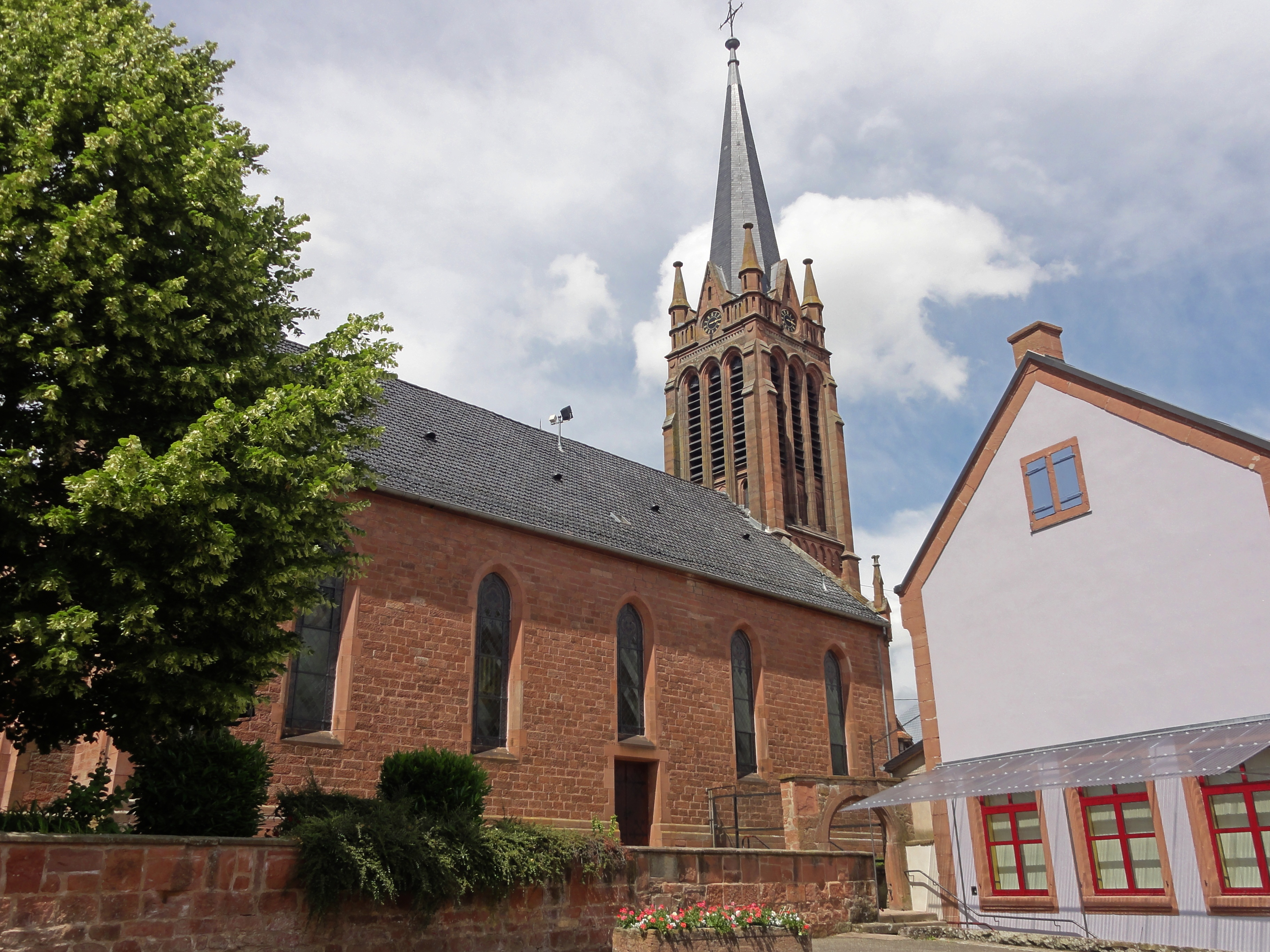
Église simultanée d'Imbsheim
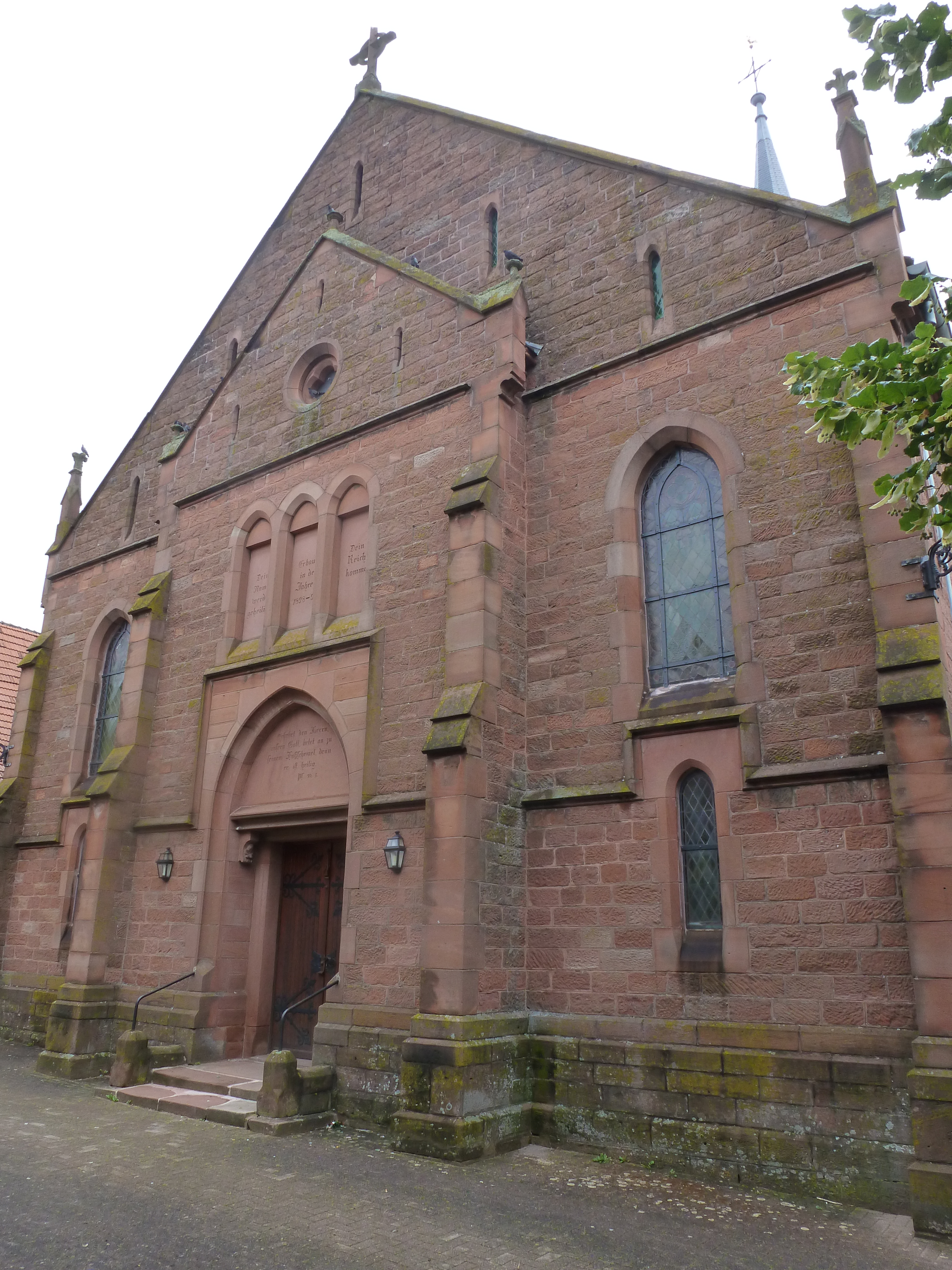
Église simultanée d'Imbsheim
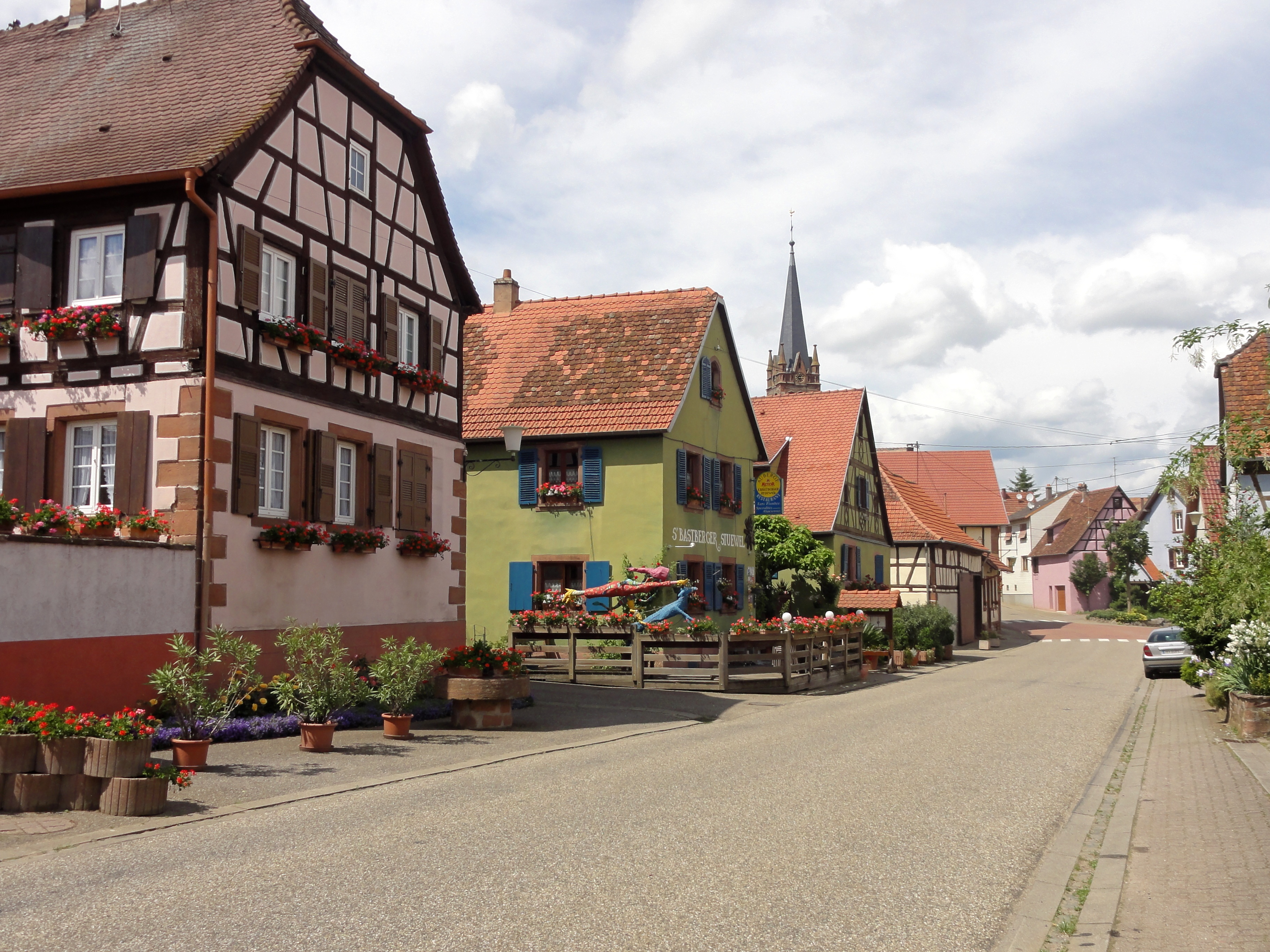
Rue Principale
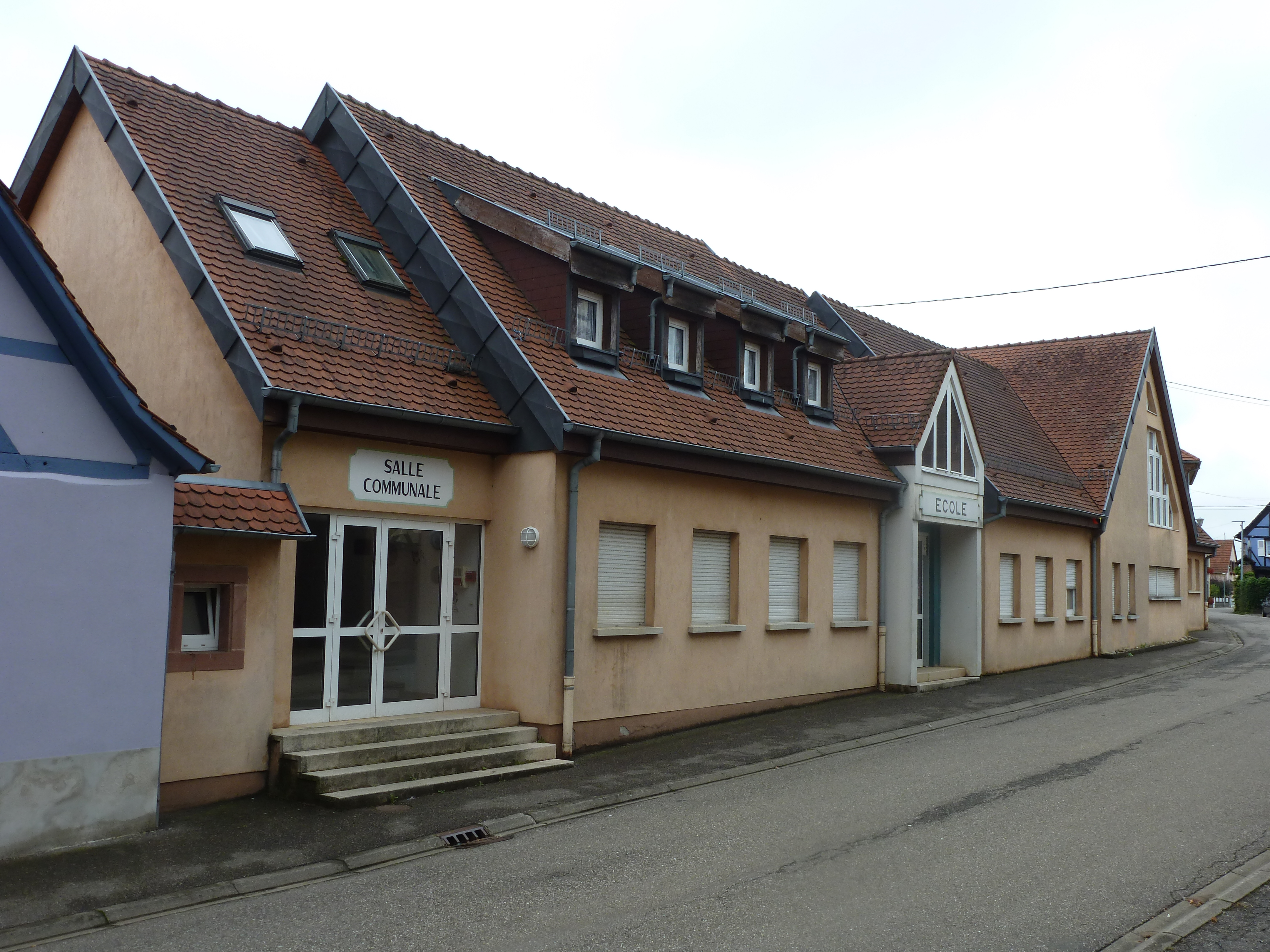
Salle communale
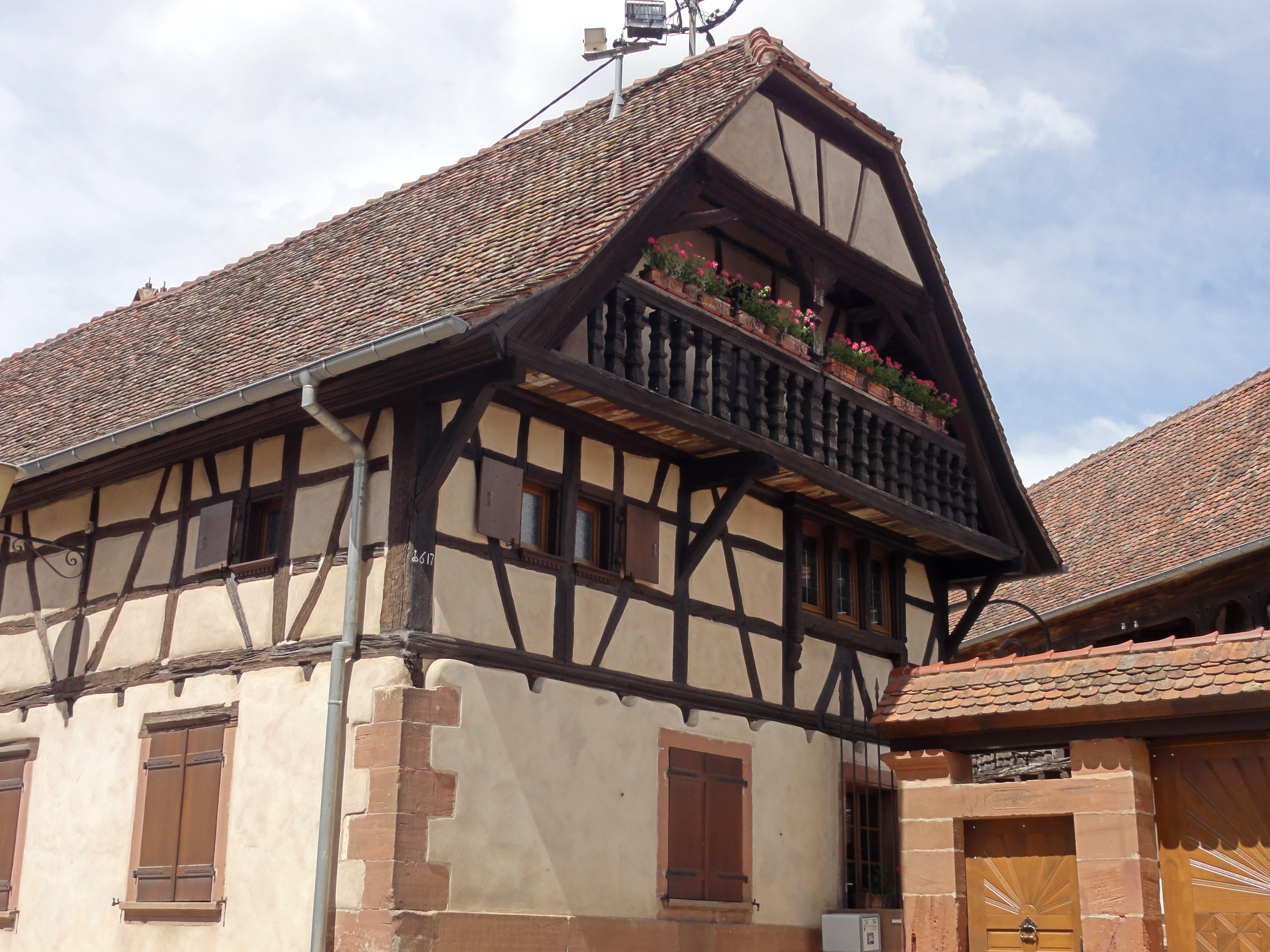
Ferme de 1617
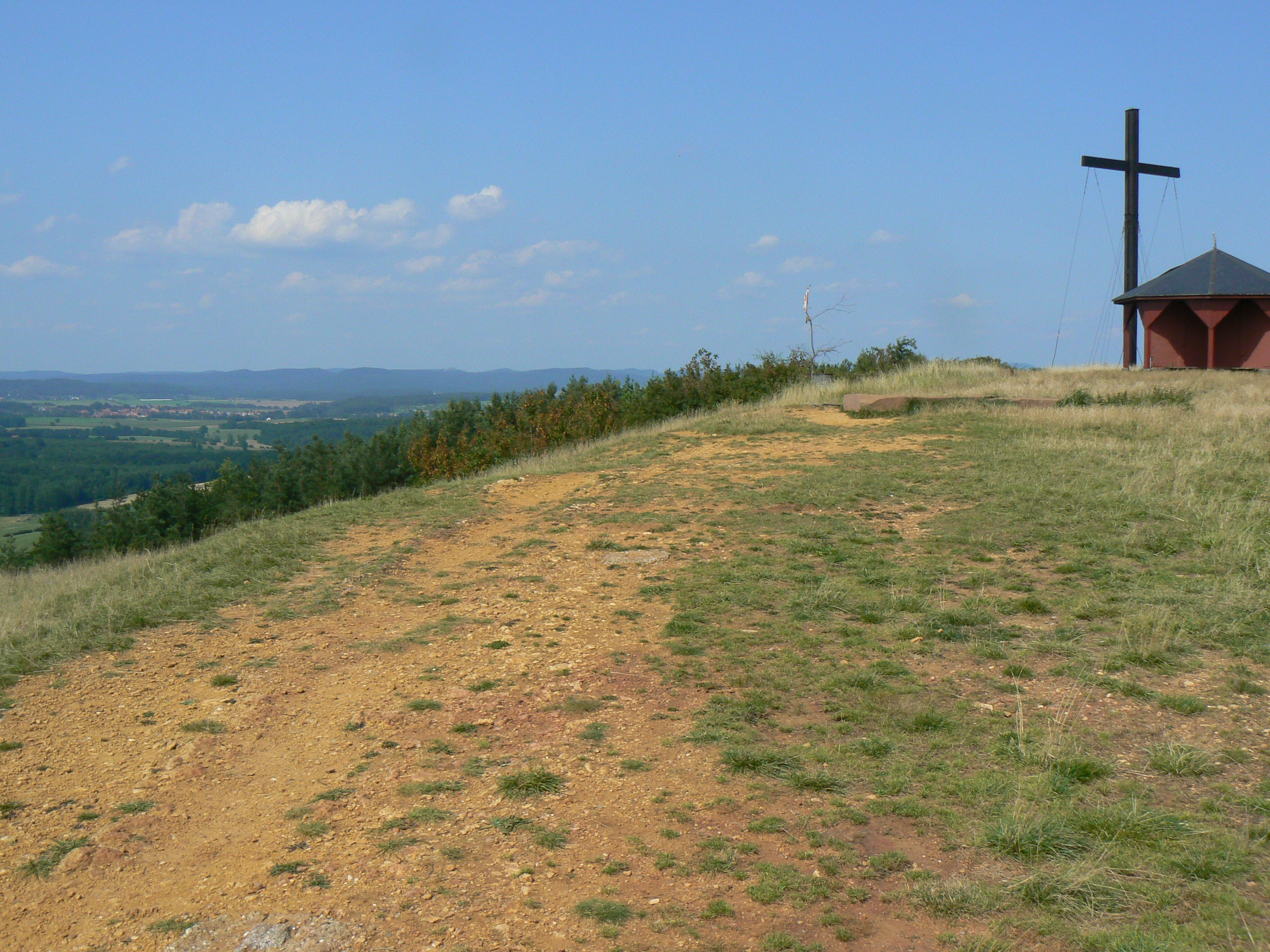
Sommet du Bastberg

## Personnalité
- (de) Michel Ertz (1921-2002) - Pasteur.

## Sobriquet en langue alsacienne
- Steinbicker (les creuseurs de pierre), en référence à l'exploitation des carrières de pierres situées, par le passé, sur les collines du Bastberg[4].